# Hraše pri Preddvoru
Hraše pri Preddvoru este o localitate din comuna Preddvor, Slovenia, cu o populație de 25 de locuitori.